# A.S.A. Harrison
A.S.A. Harrison (właśc. Susan Harrison; ur. 1948, zm. 14 kwietnia 2013) – kanadyjska pisarka i artystka.
Harrison w latach sześćdziesiątych zajmowała się sztuką performance, współpracując z Margaret Dragu. W latach siedemdziesiątych i osiemdziesiątych pracowała jako zecer dla Toronto Sun  i Gandalph Graphics. Przez następne lata pracowała jako redaktor, m.in. dla C Magazine.
W 1974 pod pseudonimem A.S.A. Harrison wydała Orgasms, pionierski zbiór wywiadów z kobietami.
W cieniu było jej debiutancką powieścią, przetłumaczoną na 27 języków. Niedługo przed jej publikacją zmarła na 
raka. Przed śmiercią pracowała nad kolejnym thrillerem psychologicznym.
Żyła w Toronto, jej mężem był John Massey, artysta sztuk wizualnych.

## Publikacje
- Lena (1970).
- Orgasms (1974).
- Revelations. Essays on striptease and sexuality (wspólnie z Margaret Dragu; 1988).
- Zodicat Speaks (1996).
- The silent wife (2013; wydanie polskie: W cieniu, tłum. Dorota Malina, Znak literanova 2015).